# Novoivanivka, Vasîlkivka
Novoivanivka (în ucraineană Новоіванівка) este un sat în așezarea urbană Pîsmenne din raionul Vasîlkivka, regiunea Dnipropetrovsk, Ucraina.

## Demografie
Componența lingvistică a localității Novoivanivka
     Ucraineană (95,27%)
     Rusă (4,73%)
Conform recensământului din 2001, majoritatea populației localității Novoivanivka era vorbitoare de ucraineană (95,27%), existând în minoritate și vorbitori de rusă (4,73%).